# Tipula (Pterelachisus) luteobasalis luteobasalis
Tipula (Pterelachisus) luteobasalis luteobasalis is een ondersoort van de tweevleugelige Tipula (Pterelachisus) luteobasalis uit de familie langpootmuggen (Tipulidae). De ondersoort komt voor in het Palearctisch gebied.